# Conjunto Urbano Santa Fe
Conjunto Urbano Santa Fe är en ort i Mexiko, tillhörande kommunen Zumpango i delstaten Mexiko. Conjunto Urbano Santa Fe ligger i den centrala delen av landet och tillhör Mexico Citys storstadsområde. Orten hade 414 invånare vid folkräkningen 2010.